# Campionatul European de Scrimă din 1999
Campionatul European de Scrimă din 1999 s-a desfășurat în perioada 22-27 iunie la Bolzano în Italia.

## Rezultate

### Masculin
| Probă             | Aur                                                                      | Argint                                                                   | Bronz                                                                         |
| Spadă             | Remy Delhomme (FRA)                                                      | Alfredo Rota (ITA)                                                       | Pavel Kolobkov (RUS) · Bartłomiej Kurowski (POL)                              |
| Spadă pe echipe   | Italia Sandro Cuomo Paolo Milanoli Alfredo Rota Davide Schaier           | Franța Hugues Obry Éric Srecki Jean-François Di Martino Rémy Delhomme    | Germania Arnd Schmitt Mark Steifensand Jörg Fiedler Michael Flegler           |
| Floretă           | Salvatore Sanzo (ITA)                                                    | Sławomir Mocek (POL)                                                     | Javier Menéndez (ESP) · Márk Marsi (HUN)                                      |
| Floretă pe echipe | Italia Salvatore Sanzo Alessandro Puccini Daniele Crosta Gianmarco Amore | Franța Antoine Mercier Laurent Bel Franck Boidin Jérôme Weibel           | Polonia Adam Krzesiński Piotr Kiełpikowski Sławomir Mocek Wojciech Szuchnicki |
| Sabie             | Wiradech Kothny (GER)                                                    | Luigi Tarantino (ITA)                                                    | Dan Găureanu (ROU) · Julien Pillet (FRA)                                      |
| Sabie pe echipe   | Franța Mathieu Gourdain Julien Pillet Cédric Séguin Damien Touya         | România · Dan Găureanu · Alin Lupeică · Constantin Sandu · Mihai Covaliu | Italia Raffaello Caserta Giampiero Pastore Luigi Tarantino Tonhi Terenzi      |

### Feminin
| Probă             | Aur                                                                             | Argint                                                              | Bronz                                                            |
| Spadă             | Imke Duplitzer (GER)                                                            | Elisa Uga (ITA)                                                     | Claudia Bokel (GER) · Deniss Holzkamp (GER)                      |
| Spadă pe echipe   | Italia Cristiana Cascioli Elisa Uga Sara Cometti Margherita Zalaffi             | Rusia Maria Mazina Natalia Ivanova Tatyana Fachrutdinova            | Ungaria Adrienn Hormay Tímea Nagy Hajnalka Tóth Emese Takács     |
| Floretă           | Valentina Vezzali (ITA)                                                         | Monika Weber (GER)                                                  | Laura Badea (ROU) · Annamaria Giacometti (ITA)                   |
| Floretă pe echipe | Italia Diana Bianchedi Annamaria Giacometti Giovanna Trillini Valentina Vezzali | România · Roxana Scarlat · Reka Szabo · Laura Badea · Claudia Vanță | Ungaria Aida Mohamed Edina Knapek Gabriella Lantos Katalin Varga |
| Sabie             | Elena Jemaeva (AZE)                                                             | Cécile Argiolas (FRA)                                               | Edina Csaba (HUN) · Natalia Makeeva (RUS)                        |

### Clasament pe medalii
| Loc   | Țară        | Aur | Argint | Bronz | Total |
| ----- | ----------- | --- | ------ | ----- | ----- |
| 1     | Italia      | 6   | 2      | 2     | 10    |
| 2     | Franța      | 2   | 4      | 1     | 7     |
| 3     | Germania    | 2   | 1      | 3     | 6     |
| 4     | Azerbaidjan | 1   | 0      | 0     | 1     |
| 5     | România     | 0   | 2      | 2     | 4     |
| 6     | Polonia     | 0   | 1      | 2     | 3     |
| 6     | Rusia       | 0   | 1      | 2     | 3     |
| 8     | Ungaria     | 0   | 0      | 4     | 4     |
| 9     | Germania    | 0   | 0      | 1     | 1     |
| Total | Total       | 11  | 11     | 15    | 39    |